# Марке (Дордонь)
Марке́ (фр. Marquay) — коммуна во Франции, находится в регионе Аквитания. Департамент — Дордонь. Входит в состав кантона Сарла-ла-Канеда. Округ коммуны — Сарла-ла-Канеда.
Код INSEE коммуны — 24255.

## География

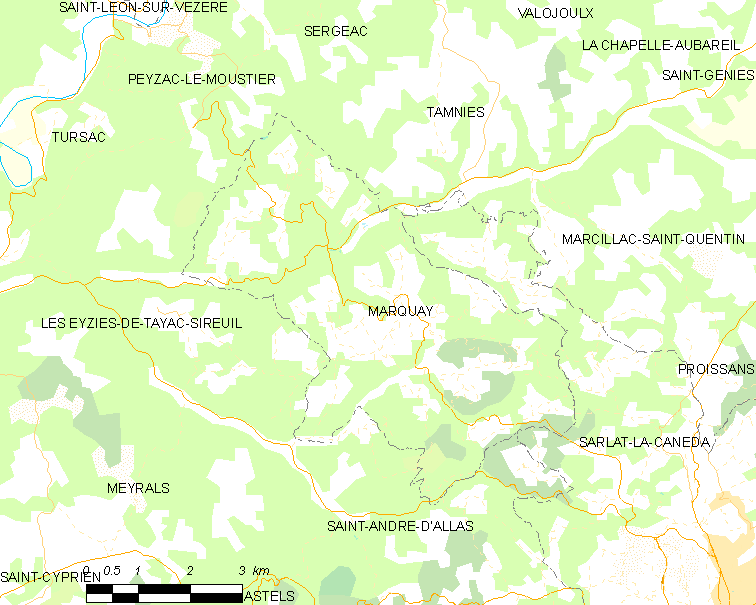
Карта коммуны

Коммуна расположена приблизительно в 450 км к югу от Парижа, в 140 км восточнее Бордо, в 45 км к юго-востоку от Перигё.
На севере коммуны протекает река Бён.

### Климат
Климат умеренный океанический со средним уровнем осадков, которые выпадают преимущественно зимой. Лето здесь долгое и тёплое, однако также довольно влажное, здесь не бывает регулярных периодов летней засухи. Средняя температура января — 5 °C, июля — 18 °C. Изредка вследствие стечения неблагоприятных погодных условий может наблюдаться непродолжительная засуха или случаются поздние заморозки. Климат меняется очень часто, как в течение сезона, так и год от года.

## Население
Население коммуны на 2010 год составляло 572 человека.
| 1962 | 1968 | 1975 | 1982 | 1990 | 1999 | 2010 |
| ---- | ---- | ---- | ---- | ---- | ---- | ---- |
| 514  | 442  | 406  | 419  | 473  | 476  | 572  |

## Администрация
| Период | Период | Фамилия        | Партия                  | Примечания                            |
| ------ | ------ | -------------- | ----------------------- | ------------------------------------- |
| 2001   | 2008   | Жан-Фред Друэн | Социалистическая партия | генеральный советник кантона (с 2004) |
| 2008   | 2020   | Дидье Делиби   | Разные левые            | фермер                                |

## Экономика
В 2010 году среди 351 человека трудоспособного возраста (15-64 лет) 258 были экономически активными, 93 — неактивными (показатель активности — 73,5 %, в 1999 году было 71,4 %). Из 258 активных жителей работали 233 человека (127 мужчин и 106 женщин), безработных было 25 (12 мужчин и 13 женщин). Среди 93 неактивных 26 человек были учениками или студентами, 38 — пенсионерами, 29 были неактивными по другим причинам.

## Достопримечательности
- Церковь Св. Петра в оковах (XII век). Исторический памятник с 1910 года[9]
- Замок Пюимартен (XV век). Исторический памятник с 1948 года[10]
- Пещера Грез (эпоха палеолита). Исторический памятник с 2009 года[11]
- Пещера Кап-Блан (доисторический период, верхний палеолит). Исторический памятник с 1910 года[12]
- Пещера Пюимартен (эпоха палеолита). Исторический памятник с 1995 года[13]
- Доисторическая стоянка Лоссель. Исторический памятник с 2007 года[14]

## Фотогалерея

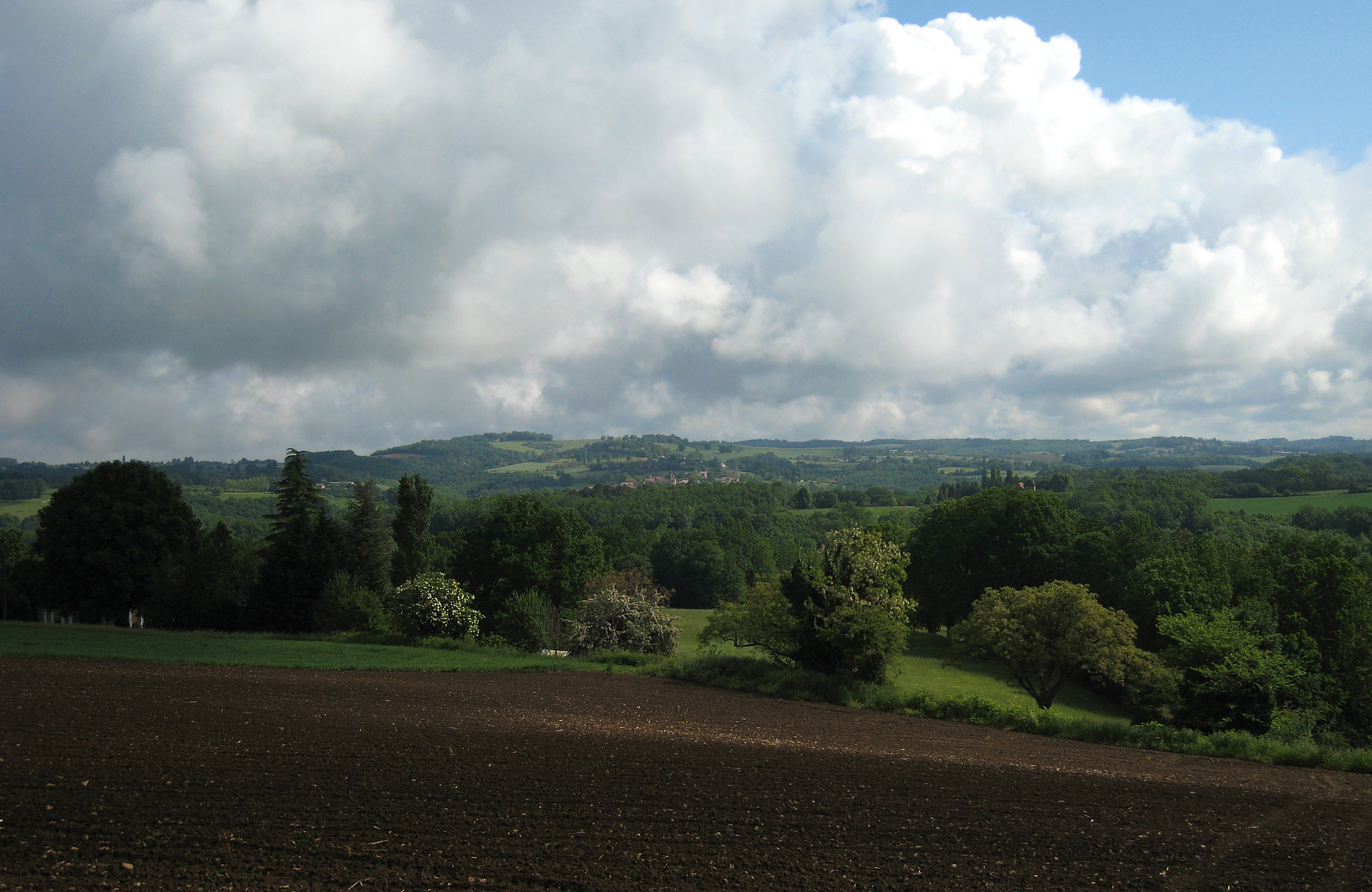
Марке
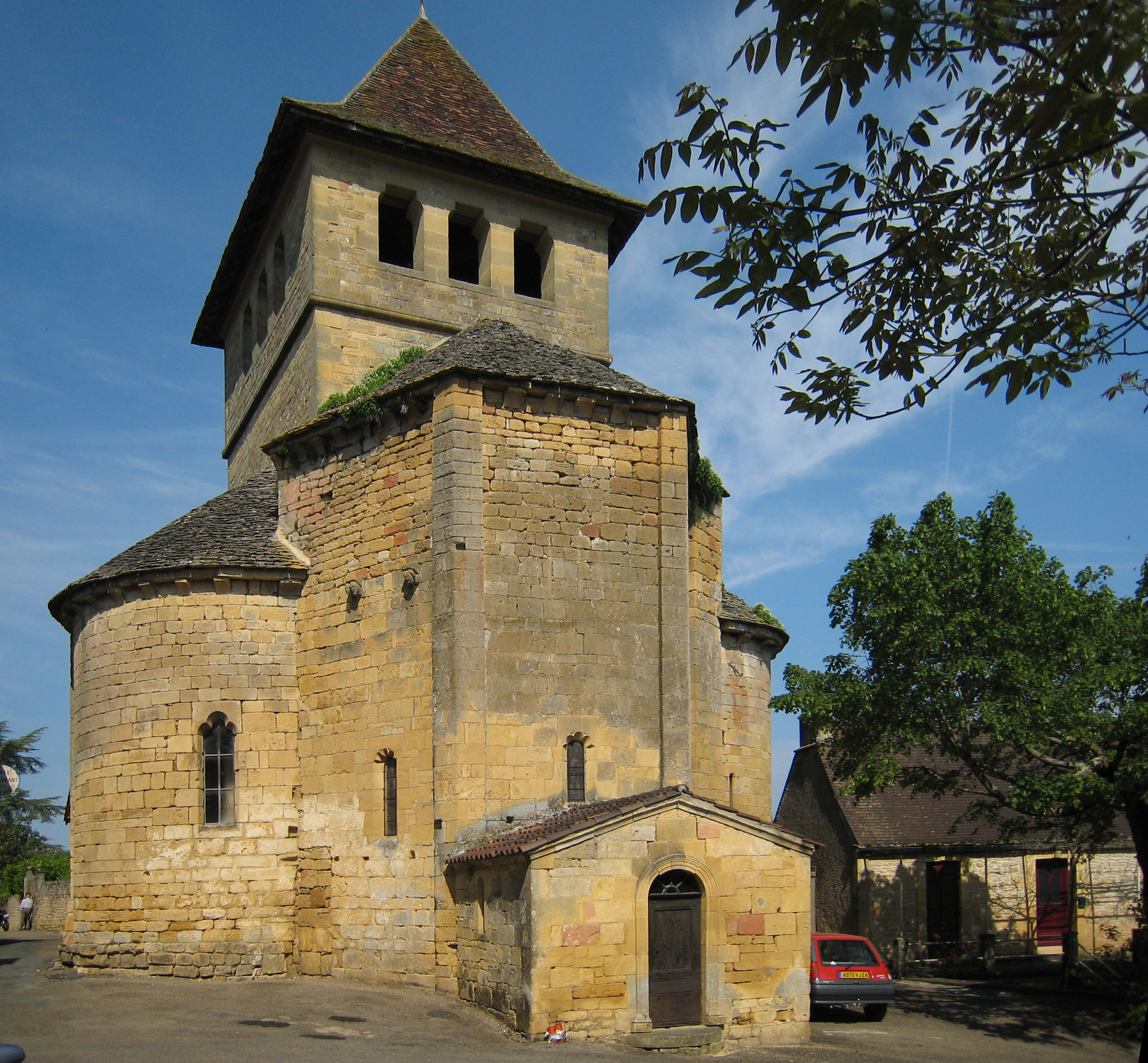
Церковь Св. Петра в оковах
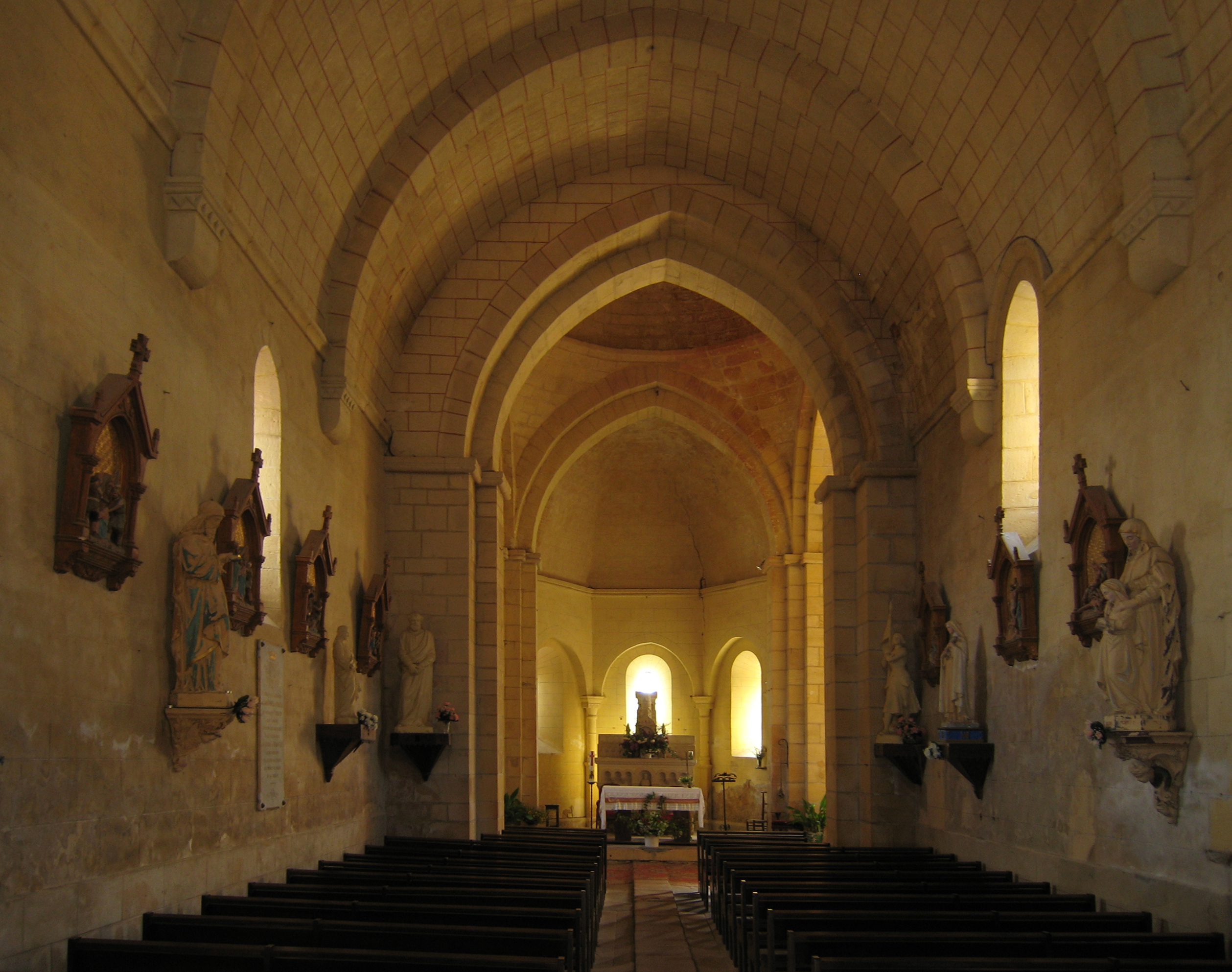
Интерьер церкви Св. Петра в оковах
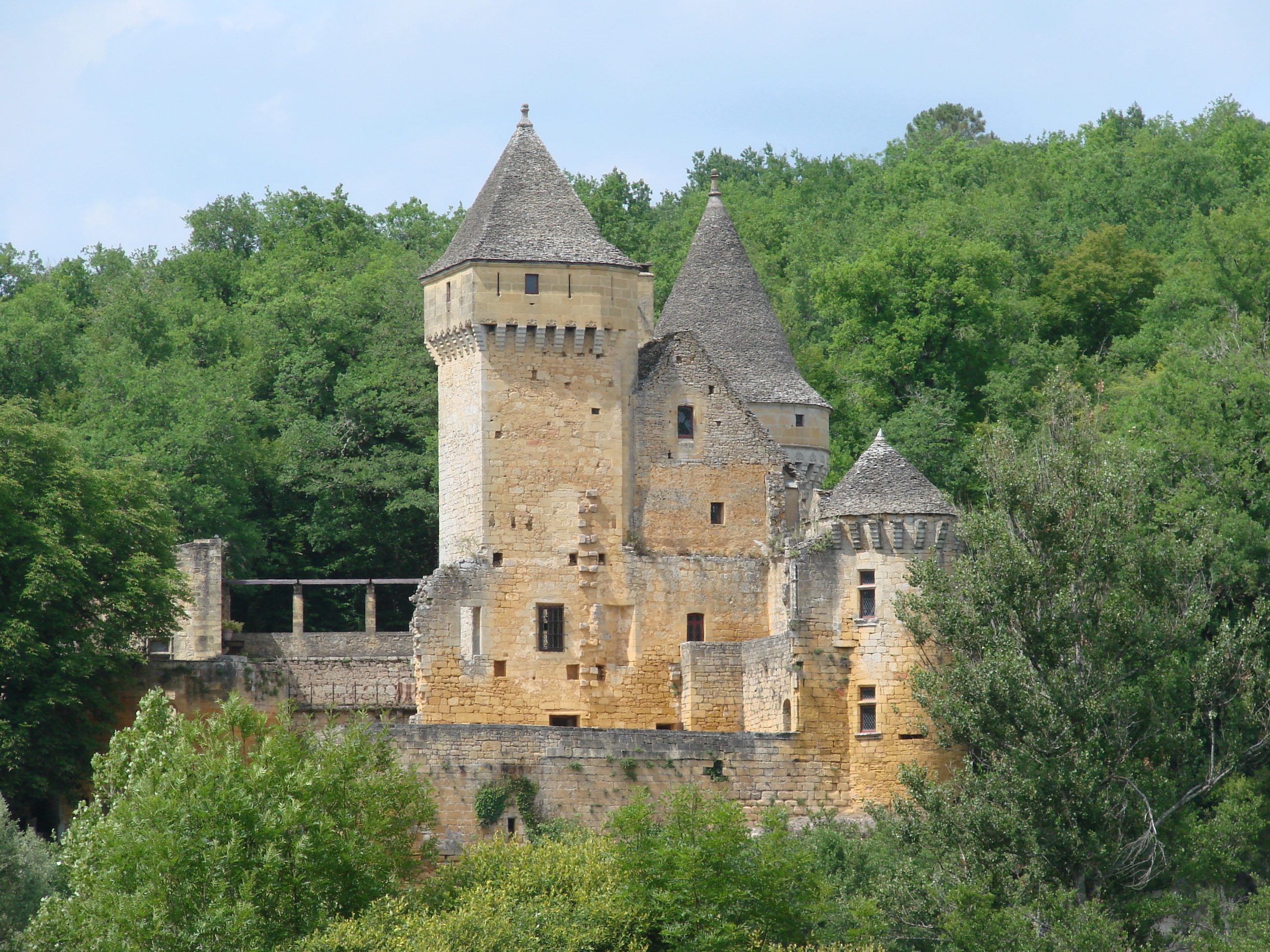
Замок Лоссель